# Batalha das Portas da Cilícia
A Batalha das Portas da Cilícia foi travada em 39 a.C. entre as forças da República Romana, lideradas pelo general Públio Ventídio Basso, e as do Império Parta e seus aliados, sob o comando geral do desertor Quinto Labieno. O resultado foi uma vitória decisiva dos romanos e a morte de Labieno.

## Contexto
As forças partas haviam realizado diversos raides no território romano depois da derrota do triúnviro Crasso na Batalha de Carras em 53 a.C., mas os romanos, liderados pelo liberator Caio Cássio Longino, vinham conseguindo defender a fronteira com sucesso. Porém, em 40 a.C., uma força invasora parta se aliou ao general Quinto Labieno e passou a atacar as províncias orientais com grande sucesso; caíram quase todas as cidades da Ásia Menor, com exceção de umas poucas cidades. Em paralelo, o jovem rei Pácoro I da Pártia tomou a Síria e o Reino da Judeia. Depois destes incidentes, Marco Antônio entregou o comando das forças orientais a Públio Ventídio Basso, um experiente general que havia servido com Júlio César. Basso desembarcou de surpresa na costa da Ásia Menor, o que forçou Quinto Labieno a recuar para a Cilícia, onde recebeu reforços partas. Depois de se reagrupar, Labieno marchou para enfrentar Basso em nas Portas da Cilícia, nos montes Tauro.

## Batalha
No dia da batalha, Ventídio posicionou seus homens numa colina para negar aos partas a vantagem de sua cavalaria. Aprendendo com os erros do general Lúcio Decídio Saxa, derrotado por Labieno no começo da invasão, Ventídio decidiu não desperdiçar sua própria cavalaria numa carga inútil e preferiu posicioná-la nos flancos de sua infantaria, que ele posicionou para receber o ataque inimigo.
Os partas posicionaram sua cavalaria numa formação aberta fora de seu acampamento, no sopé da colina, com os arqueiros montados na frente e os catafractários na retaguarda. Confiantes em suas chances de sucesso contra os romanos, os cavaleiros não esperaram que a sua própria infantaria se alinhasse em suas posições e partiram morro acima para dar combate aos romanos. Os arqueiros montados liberaram a primeira saraivada de flechas nos romanos, que mantiveram sua formação escondendo-se com seus escudos. Os romanos reagiram atirando seus pilos nos partas e, depois de uma ordem de Basso, se ajuntaram em uma formação mais apertada e marcharam colina abaixo para enfrentarem os partas. Os arqueiros montados quase não tinham armaduras e não conseguiram se manter diante dos legionários fortemente armados num combate corpo-a-corpo. Finalmente, por conta das pesadas perdas, pânico se espalhou pela linha parta, que primeiro começou a ruir e depois se transformou numa fuga desesperada.

## Eventos posteriores
Depois do desastre, Labieno tentou fugir, mas foi capturado e executado. Seus homens decidiram se juntar ao exército de Basso. Os partas fugiram para o passo Amano, onde enfrentaram novamente o exército de Ventídio Basso e novamente foram derrotados. O rei Pacoro foi obrigado a recuar da Síria, que foi retomada pelos romanos.